# هيكتور كورينغو تشافيز
هيكتور كورينغو تشافيز هو كاتب ومحامي وسياسي بيروفي، ولد في 15 نوفمبر 1918 في أريكيبا في بيرو، وتوفي في 11 يوليو 2012 في ليما في بيرو. نشط حزبياً في Christian Democratic Party (Peru) ‏.